# Landsfodboldturneringen (1926/1927)
Landsfodboldturneringen (1926/1927) był 15. sezonem mistrzostw Danii w piłce nożnej. Tytułu nie obroniła drużyna Boldklubben 1903. Nowym mistrzem Danii został zespół Boldklubben af 1893.

## Mistrzostwa prowincji

### 1. runda
- Rønne BK 1 – 5 Skovshoved IF

### 2. runda
- Boldklubben 1909 5 – 0 Horsens fS
- Skovshoved IF 4 – 1 B 1901 Nykøbing

### Finał prowincji
- Skovshoved IF 3 – 2 Boldklubben 1909

## Mistrzostwa Kopenhagi

### Tabela końcowa
|   | Klub                 | M  | Z | R | P | Br+ | Br- | Pkt | Uwagi            |
| 1 | Boldklubben af 1893  | 10 | 9 | 0 | 1 | 32  | 9   | 18  | Finał mistrzostw |
| 2 | Boldklubben 1903     | 10 | 6 | 0 | 4 | 25  | 13  | 12  |                  |
| 3 | Akademisk BK         | 10 | 4 | 1 | 5 | 23  | 25  | 9   |                  |
| 4 | Boldklubben Frem     | 10 | 4 | 0 | 6 | 29  | 29  | 8   |                  |
| 5 | Kjøbenhavns Boldklub | 10 | 3 | 1 | 6 | 17  | 29  | 7   |                  |
| 6 | Fremad Amager        | 10 | 3 | 0 | 7 | 23  | 44  | 6   |                  |

## Finał mistrzostw
- Boldklubben af 1893 5 – 1 Skovshoved IF